# Gerald Massey
Gerald Massey (29 de maig 1828 - 29 d'octubre 1907) fou un  anglès poeta i egiptòleg aficionat.

## Biografia
Nascut a prop de Tring, Hertfordshire a Anglaterra. Massey de pares pobres, de nen hagué de treballar en una fàbrica de seda. En aquells primers anys, que foren marcats pel perill i les privacions, es va esforçar en l'educació de si mateix al seu temps lliure, i a poc a poc cultivà el seu gust innat per l'obra literària.
Durant els últims anys de la seva vida, (a partir del 1870 en endavant) Massey es va interessar cada vegada més per l'egiptologia i les similituds que existien entre l'antiga mitologia egípcia i les històries de l'Evangeli. Va investigar la documentació egípcia del Museu Britànic, i amb el temps va estudiar pel seu compte per a desxifrar els jeroglífics ".

## Carrera Literària
La primera aparició pública com a escriptor va ser en relació amb una revista anomenada Esperit de Llibertat, de la que era l'editor, i només tenia vint-i-dos anys quan va publicar el seu primer volum de poemes.
Poemes seus són:
- Veus de Llibertat i Lletres de Amor(1850)
- The Ballad of Babe Christabel(1854),
- War Waits (1855),
- Havelock (1860) i
- Història de l'eternitat (1869).

Molts anys després, el 1889, Massey recollir el millor del contingut d'aquests volums, amb addicions, en una edició en dos volums dels seus poemes anomenat La meva vida lírica. També són importants els seus treballs publicats d'espiritualisme, l'estudi de sonets de Shakespeare (1872 i 1890), i l'especulació teològica.
Pel que fa a egiptologia, publicar per primera vegada El Llibre dels orígens, seguit per Gènesi Natural en anglès The Natural Genesis. El seu treball més conegut fou Antic Egipte:la llum del món, publicat poc abans de la seva mort. La seva obra, assenyala que la comparativa entre la religió judeocristiana i la religió egípcia, són una part no reconeguda en el camp de l'egiptologia moderna.

## Paral·lelisme entre Horus i Jesús
Massey va escriure "La Gènesi Natural". Les principals similituds assenyalades per l'autor són que tots dos, Horus i Jesús, havien nascut d'una verge el 25 de desembre, els dos van ensenyar en un temple als 12 anys, van tenir 12 deixebles, va ser batejat en el riu Eridanus o Iarutana (Jordània) per "Anup la Baptizer ", van donar un sermó a la muntanya, van curar els malalts, van ressuscitar a un home d'entre els morts (Llàtzer de Jesús, El-Azar-nos d'Horus), van morir crucificats per a l'expiació dels pecats del món, i van ressuscitar tres dies més tard.
Tenint en compte la seva estreta associació amb el Dr.Samuel Birch i altres líders en l'estudi de l'egiptologia, es pot suposar que les seves fonts, almenys, són exactes.